# Effet tardif
En médecine, un effet tardif est une affection qui apparaît après la phase aiguë d'une affection antérieure considérée comme sa cause. Un effet tardif résulte soit directement de l'affection antérieure ou bien indirectement du traitement de cette affection (chirurgie, chimiothérapie, ...). 
Certains effets tardifs peuvent survenir des décennies plus tard. Historiquement, les effets tardifs ont été très difficiles à relier à leurs causes, mais à mesure que la survie et la durée de vie ont augmenté et que le "suivi" est devenu une pratique courante, ces liens s'établissent. 
Une période, souvent très longue, de santé non affectée distingue un effet tardif d'une séquelle ou d'une complication. Un code correspondait à cette condition dans la CIM-9, mais n'est plus présent dans la CIM-10 .

## Exemples
- La varicelle peut être suivie des décennies plus tard par le zona ;
- La chimiothérapie, la radiothérapie et la chirurgie pour guérir un cancer peuvent entraîner des années plus tard un cancer non apparenté et l'infertilité ou l'hypofertilité[1] ;
- Les survivantes d'une leucémie infantile traitées par radiothérapie crânienne peuvent être incapables d'allaiter, car elle ne produisent pas de lait[2]